# Distrito de Gondia
Gondia (en maratí; गोंदिया जिल्हा ) es un distrito de India, parte de la división de Nagpur en el estado de Maharastra . 
Comprende una superficie de 4 843 km².
El centro administrativo es la ciudad de Gondia.

## Demografía
Según censo 2011 contaba con una población total de 1 322 331 habitantes.